# Walter Ferreri
Walter Ferreri (Torino, 26 luglio 1948) è un astronomo e divulgatore scientifico italiano.

## Biografia
Lavora presso l'Osservatorio Astronomico di Pino Torinese, dove si occupa di relazioni esterne. Per i suoi lavori sugli asteroidi e per averne scoperti circa una quarantina, nel 1987 è stato imposto il suo nome al pianetino 3308 Ferreri.
È membro di varie Associazioni astronomiche italiane e straniere e, in particolare, dal 1988, è socio della commissione 20 dell'Unione Astronomica Internazionale. Si occupa assiduamente di divulgazione scientifica, nel 1977 ha fondato la rivista di astronomia Orione, della cui pubblicazione derivata (1992), Nuovo Orione, era direttore scientifico. 
Tra i lavori di ricerca affrontati si annoverano quelli di tipo astronometrico su asteroidi dinamicamente instabili, comete peculiari e sul sistema Plutone-Caronte.
Attualmente partecipa a esperimenti di impatti ad ipervelocità.

## Libri
Autore di molti testi, tra questi è coautore con Margherita Hack e Pippo Battaglia del libro Origine e fine dell'universo (2002). 

## Premi e riconoscimenti
Nel 1993 gli è stata conferita la Targa Giuseppe Piazzi per la divulgazione scientifica.